# Hernán Crespo
Hernán Jorge Crespo (Florida, 5 juli 1975) is een Argentijns voormalig profvoetballer en huidig voetbaltrainer die doorgaans als spits speelde. 

## Spelerscarrière
Crespo's carrière in het betaald voetbal begon bij River Plate in het seizoen 1993/94, waar hij tot en met 1995/96 tweeënzestig wedstrijden speelde en vierentwintig doelpunten maakte. Daarna verhuisde hij naar Parma en vervolgens twee jaar naar SS Lazio. 
Daarna ging hij voor een seizoen naar Chelsea, waarna hij op huurbasis naar AC Milan vertrok. Na een jaar verhuurd te zijn, haalde Chelsea hem tegen zijn zin terug. Daarna tekende hij voor twee jaar bij Internazionale, maar Chelsea bedong dat ze hem na een jaar terug mocht kopen. Chelsea lichtte die optie niet en Crespo bleef bij Internazionale. In de zomer van 2009 vertrok hij naar Genoa. Deze club verruilde hij na een half seizoen alweer voor zijn voormalige club Parma, waar hij nog tweeënhalf jaar zou spelen alvorens zijn actieve carrière te beëindigen.
In maart 2004 werd Crespo door Pelé verkozen in de lijst van 125 beste nog levende voetballers.
Crespo was lang de enige voetballer die voor vijf verschillende clubs scoorde in de UEFA Champions League, te weten: Parma, SS Lazio, Internazionale, Chelsea en AC Milan. In 2010 deed Zlatan Ibrahimović dit kunstje na met een doelpunt voor AC Milan. In 2012 scoorde Ibrahimović zelfs voor een zesde club in het belangrijkste Europese clubtoernooi: Ajax, Juventus, Internazionale, FC Barcelona, AC Milan en Paris Saint-Germain.

## Clubstatistieken
| seizoen | club           | land       | competitie       | duels | goals |
| ------- | -------------- | ---------- | ---------------- | ----- | ----- |
| 1993/94 | River Plate    | Argentinië | Primera División | 25    | 13    |
| 1994/95 | River Plate    | Argentinië | Primera División | 18    | 5     |
| 1995/96 | River Plate    | Argentinië | Primera División | 19    | 6     |
| 1996/97 | Parma          | Italië     | Serie A          | 27    | 12    |
| 1997/98 | Parma          | Italië     | Serie A          | 25    | 12    |
| 1998/99 | Parma          | Italië     | Serie A          | 30    | 16    |
| 1999/00 | Parma          | Italië     | Serie A          | 34    | 22    |
| 2000/01 | SS Lazio       | Italië     | Serie A          | 32    | 26    |
| 2001/02 | SS Lazio       | Italië     | Serie A          | 22    | 12    |
| 2002/03 | Internazionale | Italië     | Serie A          | 17    | 7     |
| 2003/04 | Chelsea        | Engeland   | Premier League   | 19    | 10    |
| 2004/05 | AC Milan       | Italië     | Serie A          | 28    | 11    |
| 2005/06 | Chelsea        | Engeland   | Premier League   | 30    | 10    |
| 2006/07 | Internazionale | Italië     | Serie A          | 29    | 14    |
| 2007/08 | Internazionale | Italië     | Serie A          | 19    | 4     |
| 2008/09 | Internazionale | Italië     | Serie A          | 14    | 2     |
| 2009/10 | Genoa          | Italië     | Serie A          | 16    | 5     |
| 2009/10 | Parma          | Italië     | Serie A          | 13    | 1     |
| 2010/11 | Parma          | Italië     | Serie A          | 29    | 9     |
| 2011/12 | Parma          | Italië     | Serie A          | 4     | 0     |
| Totaal  | Totaal         | Totaal     | Totaal           | 450   | 197   |

## Trainerscarrière
Hij werd jeugdtrainer bij Parma tot het faillissement van die club. Crespo werd op 30 juni 2015 aangesteld als trainer bij Modena, op dat moment actief in de Serie B. Het was zijn eerste club als trainer. Op 26 maart 2016 werd hij ontslagen. Van december 2018 tot september 2019 trainde hij Banfield. In januari 2020 werd Crespo aangesteld als trainer bij Defensa y Justicia, waarmee hij in januari 2021 de CONMEBOL Sudamericana won. In februari 2021 verliet hij de club, waarna hij voor twee seizoenen aangesteld werd als trainer van São Paulo. Op 23 mei 2021 won Crespo met São Paulo het Campeonato Paulista (staastkampioenschap van São Paulo), waarin de finale over twee wedstrijden werd gewonnen van Palmeiras. Op 13 oktober 2021 vertrok Crespo als trainer van São Paulo. Op 24 maart 2022 werd Crespo aangesteld als trainer van Al-Duhail uit Qatar, waar hij een tweejarig contract tekende.

## Erelijst
River Plate
- Primera División: 1993 (Apertura), 1994 (Apertura)
- CONMEBOL Libertadores: 1996

 Parma
- Coppa Italia: 1998/99
- Supercoppa Italiana: 1999
- UEFA Cup: 1998/99

 SS Lazio
- Supercoppa Italiana: 2000

 AC Milan
- Supercoppa Italiana: 2004

 Chelsea
- Premier League: 2005/06
- FA Community Shield: 2005

 Internazionale
- Serie A: 2006/07, 2007/08, 2008/09
- Supercoppa Italiana: 2006, 2008

 Argentinië
- Pan-Amerikaanse Spelen: 1995

Als trainer
 Defensa y Justicia
- CONMEBOL Sudamericana: 2020

 São Paulo
- Campeonato Paulista: 2021

 Al-Duhail
- Qatar Stars League: 2022/23
- Qatari Stars Cup: 2022/23
- Qatar Cup: 2023